# Thailentadopsis vietnamensis
Thailentadopsis vietnamensis là một loài thực vật có hoa trong họ Đậu. Loài này được (I.C. Nielsen) G.P. Lewis & Schrire mô tả khoa học đầu tiên năm 2003.